# Pseudocelomats
Els pseudocelomats (Pseudocoelomata) són una agrupació de filums la cavitat corporal dels quals no és d'origen mesodèrmic, sinó que representa un blastocel embrionari persistent que rep el nom pseudoceloma. Antigament formaven un filum únic, els asquelmints (Aschelmintha), però les diverses classes que el componien són avui considerades com filums independents.

## Característiques

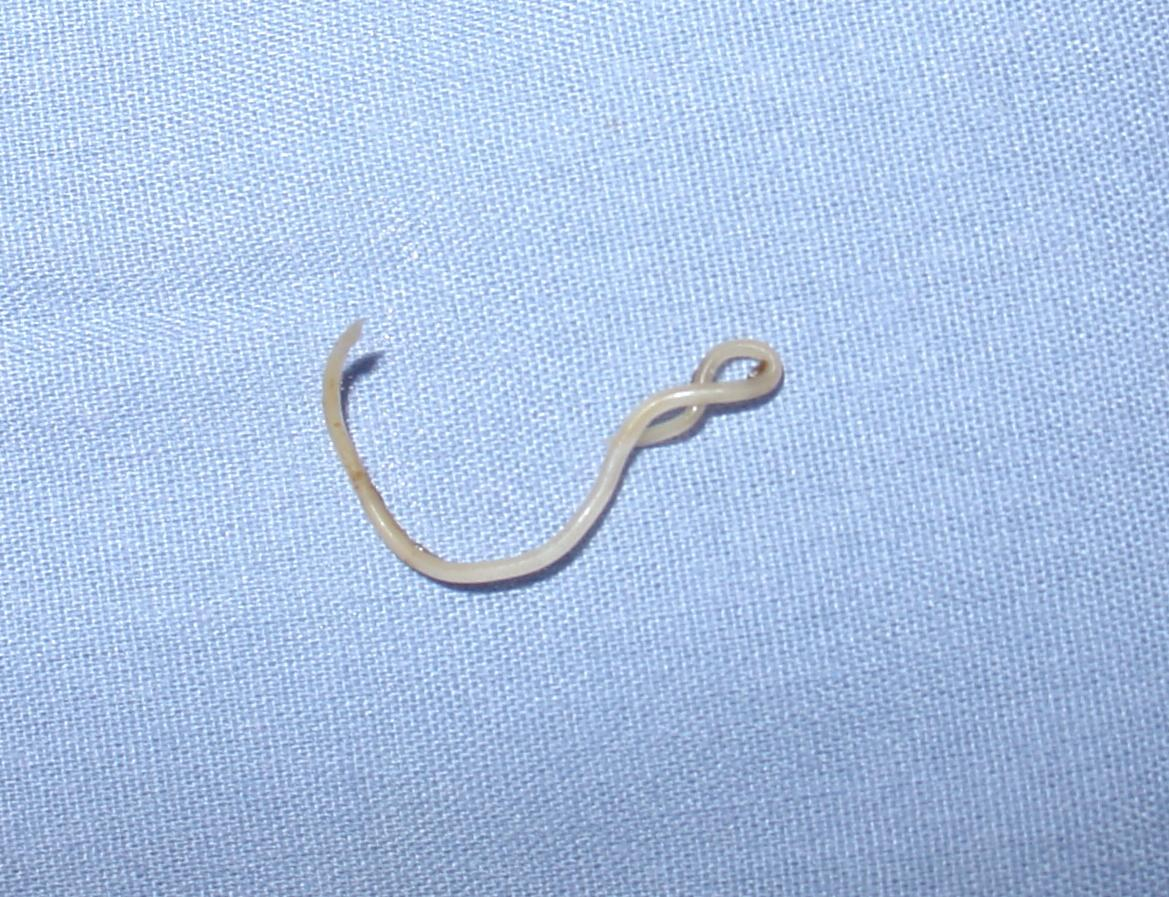
Nematode

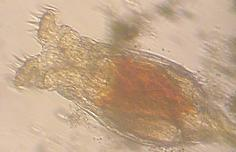
Rotífer

La majoria dels animals bilaterals tenen una cavitat corporal denominada celoma que es forma com una cavitat a la mesoderma embrionària, la qual proporciona un revestiment cel·lular a aquesta cavitat denominat peritoneu; els òrgans interns es localitzen entre el peritoneu i la paret del cos o l'intestí. Per contra, el pseudoceloma és una cavitat sense revestiment cel·lular, plena de líquid, que ocupa l'espai entre la paret del cos i l'intestí. Les estructures d'origen mesodèrmic dels pseudocelomats es localitzen principalment al costat extern de la cavitat, sota l'epidermis (per exemple, les capes musculars) i els òrgans interns són realment lliures en l'interior del pseudoceloma i, per tant, no estan envoltats per peritoneu.
Gairebé tots els membres del grup són allargats i amb freqüència més o menys cilíndrics. El cap no està diferenciat, però la part anterior del cos presenta major o menor grau de cefalització, amb boca i òrgans dels sentits. El cos està recobert per una cutícula quitinosa ben definida que en alguns grups ha de mudar-se amb regularitat. No existeixen superfícies ciliades (o estan molt reduïdes). El tub digestiu està format, en general, per un tub complet, amb boca i anus i gairebé sempre existeix una faringe especialitzada. No posseïxen aparell circulatori ni respiratori, segurament perquè la majoria són animals aquàtics molt petits. Una característica peculiar de la majoria dels pseudocelomats és la presència d'un nombre constant de cèl·lules, fenomen conegut com a eutèlia. Cada espècie posseïx un nombre característic de cèl·lules, diferent d'altres espècies. En general, les mitosis cessen després del desenvolupament embrionari, i el creixement continua per l'augment de la grandària de les cèl·lules.
Gairebé tots són dioics i la seva segmentació està fortament determinada. El desenvolupament és directe, sense larva primària i solament en els paràsits o en les espècies de vida sèssil apareixen larves secundàries. Hi ha còpula i fecundació interna i no es reproduïxen mai de manera asexual.

## Filogènia
El pseudoceloma no és una etapa en l'evolució del celoma verdader, sinó una consecució evolutiva independent, en conseqüència, des del punt de vista filogenètic els pseudocelomats representen un grup terminal de filums.

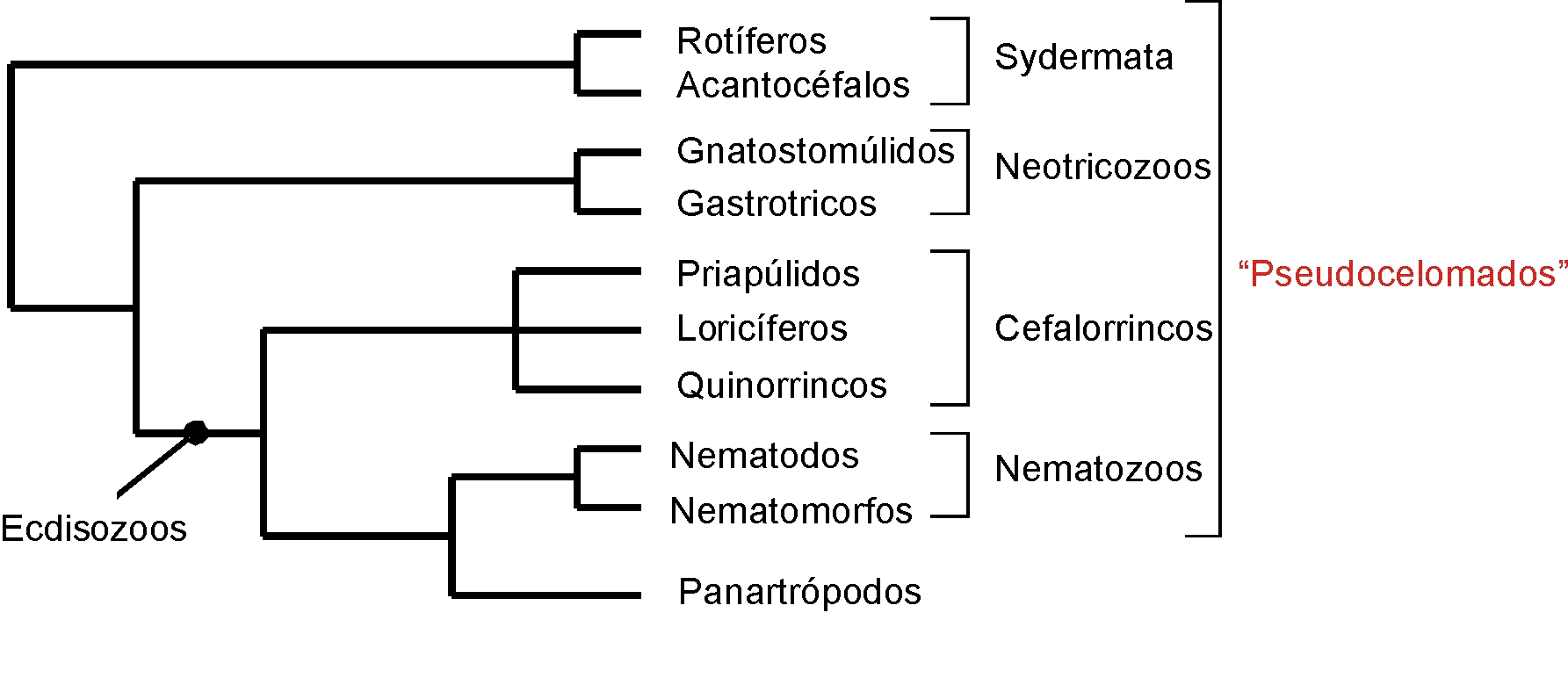
Un possible cladograma mostrant les relacions de parentiu entre els Pseudocelomats

En realitat, els pseudocelomats no en comparteixen cap apomorfía, i per tant, segurament no formen un grup natural. Les relacions filogenètiques dels diferents filums pseudocelomats són fosques. Segons la interpretació de Zrzavý i cols. en la seva anàlisi conjunta de dades morfològiques i moleculars, es tracta d'una agrupació parafilètica, com queda reflectit en el cladograma següent.
Aquesta hipòtesi filogenètica és, no obstant això, congruent amb l'existència del clade ecdisozous. El clade meotricozous rep aquest nom perquè, segons els esmentats autors, han adquirit de manera secundària epitelis ciliats. El pseudocele tindria poc valor filogenètic i els pseudocelomats serien probablement polifilètics.
Rieger i Tyler postulen que les mandíbules de gnatostomúlids i sindermats són d'estructura homóloga, amb el que ambdós guardarien relacions de grups germans. Schmidt-Rhaesa també reconeix el clade priapúlids + loricífers + cinorincs (al que denomina escalidòfors) i el clade nematodes + nematomorfs (al que denomina nematoideus). Adrianov i Malakhov inclouen els nematomorfs entre els cefalorrincs, clade a què atorguen categoria de filum. Nebelsick reconeix també la monofília del clade priapúlids + loricífers + cinorincs, però sosté que formen un clade de rang superior amb Nematodes i gastròtrics. Com pot comprovar-se, són diverses les hipòtesis sobre les relacions filogenètiques dels filums pseudocelomats.